# Mario González López
Mario Joel González López (Villarrica, 14 febbraio 1989) è un ex cestista paraguaiano.

## Carriera
Con il Paraguay ha disputato i Campionati americani del 2013.